# Sybra devota
Sybra devota là một loài bọ cánh cứng trong họ Cerambycidae.